# Заря (Машевский район)
Заря (укр. Зоря) — село,
Старицковский сельский совет,
Машевский район,
Полтавская область,
Украина.
Код КОАТУУ — 5323087202. Население по переписи 2001 года составляло 77 человек.

## Географическое положение
Село Заря находится на расстоянии до 2-х км от сёл Солнечное и Старицковка.

## История
- 1924 — село Тарасовка переименовано в село Заря.